# Solai Washington
Solai Ava Washington (* 1. Oktober 2005 in den USA) ist eine US-amerikanisch-jamaikanische Fußballspielerin.

## Karriere

### Verein
Derzeit ist Solai Washington in der Concorde Fire SC Academy aktiv. Im Sommer 2024 wird sie sich der College-Mannschaft der Duke Blue Devils anschließen.

### Nationalmannschaft
Ihr Debüt für die jamaikanische A-Nationalmannschaft gab sie am 19. Februar 2023 bei einer 2:3-Niederlage während des Cup of Nations 2023 gegen Tschechien. Dort wurde sie zur zweiten Halbzeit für Trudi Carter eingewechselt. Auch beim nächsten Spiel kam sie als Einwechselspielerin zum Einsatz.
Am 23. Juni 2023 wurde sie für den finalen jamaikanischen Kader der Weltmeisterschaft 2023 nominiert. Dort gab sie im 0:0-Auftaktspiel gegen Frankreich ihr WM-Debüt.